# Rotengruppen
Rotengruppen är ett militärt skyddsområde, anrättat i Öregrunds skärgård, som numera är nedlagt.
Skyddsområdet bestod av diverse öar bl.a. Stora Roten, Vässarö och Understen. Två batterier med pjäser fanns placerade på Stora Roten och utgjorde huvuddelen av området. Dessa batterier bestod av 4 st 152 mm m40 och 3 st 57 mm. 
På Vässarö fanns också ett batteri bestående av 4 st 57 mm, och ett antal bunkrar. Samtliga byggnader/bunkarar är numera tömda och några även igengjutna. Batteriet syns tydligt om man färdas med båt utanför öns sydöstra del.